# Puto atriplicis
Puto atriplicis är en insektsart som beskrevs av Mckenzie 1961. Puto atriplicis ingår i släktet Puto och familjen ullsköldlöss. Inga underarter finns listade i Catalogue of Life.